# Никола Суков
Никола (Кольо) Суков е български революционер, костурски деец на Вътрешната македоно-одринска революционна организация.

## Биография
Суков е роден през 1872 година в Жупанища, тогава в Османската империя. Учи дюлгерство (строителство) в Атина. Занимава се с търговия със строителни материали, а по-късно със строително предприемачество, търговия с добитък, наемане на мандри и други. В Солун през пролетта на 1895 година е привлечен към ВМОРО от Дамян Груев по препоръка на Иван Чупов от Лабаница, последван веднага от Кольо Зисов и Тольо Теохаров. След завръщането си в Жупанища тримата млади жупанци образуват революционен комитет. В 1901 година е арестуван от властите след получаване на писмо от свой бизнес партньор немец от Русе. Оправдан е от съда в Корча, но веднага след това е отново арестуван при Иванчовата афера като при очна ставка с Иванчо Кичевеца, предателят го посочва като башкомита. Осъден е на 7 години затвор. Към края на февруари 1902 година е амнистиран. Взима участие в Илинденско-Преображенското въстание в 1903 година с жупанската чета. През май 1905 година заедно с Тольо от Изглибе заминават за България, за да доставят коне. Предадени от гъркоманския свещеник Аргир Апостолов, Суков е задържан в Солун, но симулира полудяване и е екстрадиран за България. След убийството на Митре Влаха в Жупанища, Суков е отново арестуван и освободен през юли 1907 година. Бяга в България, където остава до Младотурската революция. След Хуриета младотурският комитет го кани за обща антигръцка акция. Суков умира в Пловдив в 1927 година.